# کورمار سیاه
کورمار سیاه (نام علمی: Ramphotyphlops nigrescens) نام یک گونه از سرده کورماران دم‌دراز است.